# Zina Rachevsky
Zina Rachewsky (selon l'orthographe de ses papiers d'état-civil), également transcrit Zénaïde Rachewski ou Zina Rachevsky (russe : Зинаида Владимировна Рашевская), aussi appelée Zina d'Harcourt, née en 1930 et morte en 1973, est une personnalité mondaine franco-américaine d'origine russe, actrice de cinéma, devenue nonne bouddhiste dans la tradition gelugpa du bouddhisme tibétain, sous le nom de Thubten Changchub Palmo.

## Biographie
Zina Rachewsky est née le 1er septembre 1930 à New York. Son père est un émigrant russe, Wladimir Rachewsky (1892-1967), fils de Sergueï Rachevski, colonel du génie russe, mort à Port-Arthur en 1904. Son prénom lui a été donné en hommage à sa tante Zinaïda Rachevskaïa (ru), mariée en exil avec le grand-duc Boris Vladimirovitch de Russie. Sa mère, née Harriet Straus, est la fille d'un millionnaire américain, Simon W. Straus. Zina naît à l'hôtel Ambassador (sur la Cinquième Avenue de Manhattan), qui appartient à la SW Straus & Co. Elle passe ses années d'enfance en France, où elle vit pendant la Seconde Guerre mondiale et après celle-ci aux États-Unis, où elle termine un cours d'art dramatique à Hollywood et fait du théâtre.
Le 4 novembre 1948 elle épouse le comte Bernard d'Harcourt (1925-1958), neveu du prince Henri d'Orléans, comte de Paris, jeune mondain et passionné d'escrime, dont elle divorce le 13 juillet 1950. Elle vit alors une grande passion amoureuse avec Frede, la directrice du cabaret Le Carroll's.
Elle travaille comme danseuse et chanteuse de cabaret, fait des tournées en chantant et disant des vers, et débute en 1949 au cinéma dans le film de Raymond Bernard Maya. En avril 1952, la presse parisienne évoque une liaison avec Marlon Brando. En 1952, elle tourne dans une scène du film La Veuve Joyeuse avec Lana Turner, ainsi qu'une série de seconds rôles dans les années 1950. Le Tout-Paris fait mention de sa personne sous le titre de « princesse », la sachant apparentée aux Romanov par le mariage de sa tante Zinaïda, mais le journaliste Walter Winchell en fait une « play-girl » :

« La plantureuse Zina Ratchevsky, dame de luxe glamour et internationale (qui s'érige en parente des tsars, mais que ne fait-elle pas ?) a trouvé enfin sa vocation dans le cinéma italien, qui, ce que nous considérerions comme grossier, en fait une sirène forte et impressionnante de poitrine. »

En 1953, on annonce qu'elle va épouser le prince et réalisateur de cinéma Mario Ruspoli. La revue Confidential la cite en 1955 parmi les femmes auxquelles Burt Lancaster est accusé d'avoir fait subir des violences physiques, et une liaison lui est prêtée avec le millionnaire et inventeur Sherman Fairchild (en), puis avec un des membres de la famille Vanderbilt. Ses riches grands-parents, les Straus, tout en la maintenant leur héritière, cessent de la soutenir financièrement. L'année suivante des stupéfiants sont trouvés dans son appartement de Greenwich Village. Elle se lie d'amitié avec Timothy Leary, partisan des bienfaits du LSD.
Elle a avec le réalisateur Conrad Rooks un fils, Alex, qui travaillera aussi dans le cinéma. Sa fille Rhea, photographe, naît en 1966.
Elle commence alors à être attirée par le New Age, et se considère comme la réincarnation de Madame Blavatsky, sans pouvoir se désintoxiquer. En 1967 elle se rend en Inde après avoir lu le livre d'Anagarika Govinda Le Chemin des nuages blancs. Pèlerinages d'un moine bouddhiste au Tibet. Elle deviendra ensuite nonne. Elle est la première élève européenne des lamas Thubten Yeshe et Thubten Zopa Rinpoché, : en avril 1967, ils rencontrent leur première élève occidentale à Darjeeling, où elle s'est installée au Windamere Hotel, par l'intermédiaire de E. Gene Smith et Sonam Topgyal Kazi, alors que Zopa Rinpoché y est soigné d'une tuberculose. « La citoyenne américaine, Zina Rachevsky (...) commence à recevoir l'enseignement du lama Yeshe, et Zopa Rinpoché le traduit pour elle en anglais, qu'il a récemment appris (...). En 1968, avec Zina, devenue nonne, ils se rendent au Népal ». Le 31 juillet 1968, avec la bénédiction du 14e dalaï-lama, elle reçoit à Dharamsala les vœux de nonne et porte désormais le nom de Thubten Changchub Palmo.

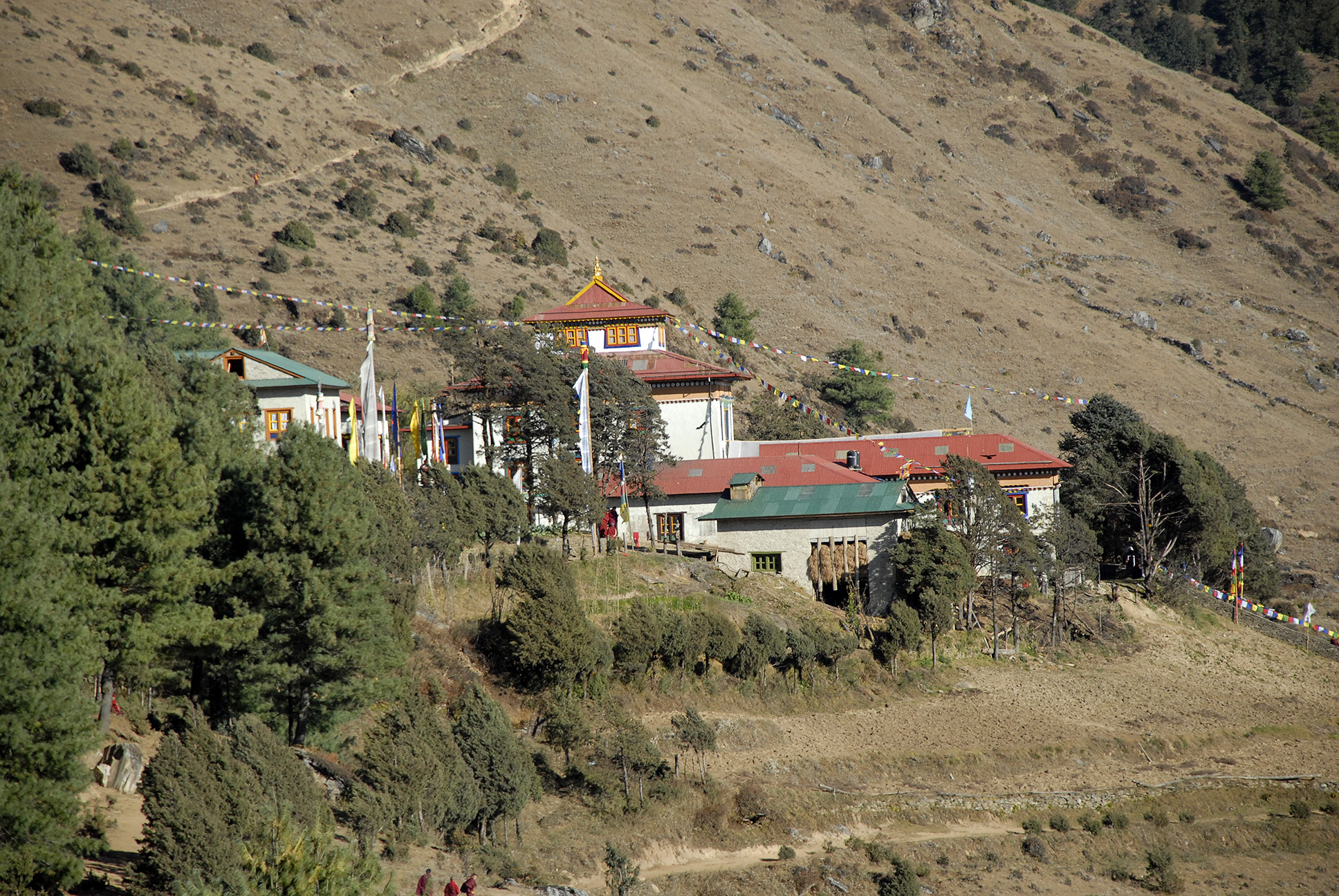
Monastère de Thoubten Chöling près de Junbesi.

Elle crée avec eux près du monastère de Kopan un centre de formation, donné ensuite à la Fondation pour la préservation de la tradition du Mahayana. Elle meurt à proximité du monastère de Thoubten Chöling près de Junbesi à Solukhumbu.

« Selon Zopa Rinpoché, sa mort fut accompagnée de nombreux signes montrant qu'elle avait atteint une perfection spirituelle. »

## Réincarnation présumée
Dix-sept ans après sa mort, un garçon né en France, Édouard, dont le père est parent de Rachevsky, est reconnu comme étant sa réincarnation par des lamas tibétains, qui lui attribuent le statut de tulkou alors que Zina Rachevsy n'avait jamais été considérée comme telle.

## Mention dans des œuvres culturelles
Patrick Modiano la connaissait et donna son nom à sa fille, Zina Modiano, comme il le raconte dans son roman Livret de famille, s'y réfère dans son autobiographie romanesque Remise de peine et dans d'autres ouvrages, et utilise les personnages de ses parents dans différents livres. Denis Cosnard donne les détails de cette relation dans sa biographie de l'écrivain Dans la peau de Patrick Modiano (2010).
Le poète américain Charles Henri Ford (en) lui dédie son recueil de vers Enshrined. Le poète beatnik Gregory Corso la mentionne dans ses lettres et Alan Ansen (en) lui consacre les vers For Zenaide Rachevsky. L'écrivain Harold Norse écrit après sa mort To Princess Zinaide Rachevsky, in memoriam.
Elle inspire le personnage principal, l'actrice et nonne Anne, du roman Bird de l'écrivaine Sophie Cunningham (en).

## Filmographie
- 1952 : Les Révoltés du Danaé de Georges Péclet : Danaé
- 1954 : La Pensionnaire (La spiaggia) d'Alberto Lattuada : la comtesse Azzurra
- 1955 : Soupçons de Pierre Billon : Dora Dalba, une strip-teaseuse

## Autre lecture
- Arnaud Dotézac, Les lamas se cachent pour renaître, préface Françoise Bonardel, Xenia, 2008, 253 p.,  (ISBN 978-2-88892-060-1)

## Liens
- Notices d'autorité :   - VIAF
  - BnF (données)
- Ressource relative à l'audiovisuel :   - IMDb
- Galerie de photos
- Fragments de poésies anglaises